# Rjažsk
Rjažsk (rusky Ряжск) je město v Rjazaňské oblasti v  Ruské federaci. Při sčítání lidu v roce 2010 měl přes jednadvacet tisíc obyvatel.

## Poloha a doprava
Rjažsk leží v Ocko-donské nížině na řece Chuptě, přítoku Ranovy v povodí Proni. Od Rjazaně je vzdálen přibližně 117 kilometrů na jih.
Rjažsk je železničním uzlem. Křižují se zde vlaky na trasách Moskva (Pavelecké nádraží) – Smolensk – Tula – Rjažsk – Penza a Moskva (Kazaňské nádraží) – Rjazaň – Voroněž – Tambov – Saratov.

## Dějiny
První zmínka je z roku 1502.
Od roku 1778 je Rjažsk městem.